# Лез-Кленшам
Лез-Кленшам (фр. Laize-Clinchamps) — муніципалітет у Франції, у регіоні Нижня Нормандія, департамент Кальвадос. Лез-Кленшам утворено 1-1-2017 шляхом злиття муніципалітетів Кленшам-сюр-Орн i Лез-ла-Віль. Адміністративним центром муніципалітету є Лез-ла-Віль. Населення — 2140 осіб (01.01.2021).